# El Al
El Al Israel Airlines (tiếng Hebrew: אל על, skyward) (TASE:) là hãng hàng không lớn nhất và là hãng hàng không quốc gia của Israel. El Al cung cấp các chuyến bay vận chuyển hành khách và hàng hóa thường xuyên giữa trung tâm của hãng tại Sân bay quốc tế Ben Gurion ở Tel Aviv và các điểm đến ở châu Phi, châu Á, châu Âu, và Bắc Mỹ, cũng như các chuyến bay địa phương đi Eilat.
Kể từ chuyến bay đầu tiên từ Geneva đến Tel Aviv tháng 9 năm 1948, hãng này đã tăng trưởng ổn định đến mức như ngày nay với 48 điểm đến ở 4 châu lục. Là một hãng hàng không quốc gia của Israel, El Al đã đóng một vai trò quan trọng trong các nỗ lực cứu trợ nhân đạo của Israel, giúp không vận người Do Thái khỏi Ethiopia, Yemen, và những quốc gia khác nơi mạng sống của họ bị đe dọa. Hãng này đã giữ kỷ lục thế giới về số hành khách cao nhất trên một máy bay thương mại, một kỷ lục được Chiến dịch Solomon đạt được khi những người tị nạn Do Thái đã được vận chuyển khỏi Ehtiopia.
El Al là hãng hàng không thương mại duy nhất trang bị cho máy bay của mình hệ thống phòng thủ tên lửa để bảo vệ máy bay của mình chống lại tên lửa đất đối không và được coi là một trong những hãng hàng không an toàn nhất thế giới nhờ các quy trình an ninh nghiêm ngặt cả trên mặt đất và trên máy bay của. Mặc dù nó đã là mục tiêu của nhiều vụ không tặc và tấn công khủng bố, nhưng chỉ có một chuyến bay của El Al từng bị cướp; sự cố đó không dẫn đến bất kỳ trường hợp tử vong nào.
Là hãng hàng không quốc gia của Israel, El Al đã đóng một vai trò quan trọng trong các nỗ lực cứu hộ nhân đạo, vận chuyển người Do Thái từ các quốc gia khác đến Israel, lập kỷ lục thế giới về số lượng hành khách trên máy bay thương mại nhiều nhất (kỷ lục máy bay duy nhất là 1.088 hành khách trên chiếc Boeing 747) do Operation Solomon khi 14.500 Người tị nạn Do Thái được vận chuyển từ Ethiopia vào năm 1991.

## Thương hiệu
Màu sơn của El Al có sọc xanh ngọc lam / xanh nước biển dọc theo sườn máy bay và phần đuôi màu xanh ngọc với lá cờ của Israel ở trên cùng. Logo của El Al đã được đặt phía trên cửa sổ phía trước ở mỗi bên của máy bay với tông màu xanh ngọc / xanh nước biển. Lớp sơn phủ mới có sọc xanh lam với viền bạc dày ở phía dưới quét qua thành máy bay gần cánh, nhỏ dần phía trên máy bay và xuất hiện lại ở dưới cùng của đuôi máy bay. Logo El Al là một phần của thiết kế, mặc dù nó đã được thay đổi một chút kể từ đó. Hầu hết các máy bay của El Al đều được đặt tên cho các thành phố của Israel như Jerusalem, Tel Aviv, Bet Shemesh, Nazeret, Haifa và những thành phố khác. Máy bay càng lớn - thành phố nó được đặt tên càng lớn hoặc đông dân hơn. Tên các thành phố được đặt gần mũi máy bay bên dưới cửa sổ buồng lái. Một chiếc máy bay, Boeing 787-9 Dreamliner, được sơn bằng màu sơn mà El Al đã sử dụng trong những năm 1960 và 1970 như một phần của năm hoạt động thứ 70 của hãng hàng không, sử dụng phần bụng màu xám, thân trên màu trắng với các tiêu đề El Al, đường viền màu xanh lam và lá cờ của Israel trên cánh đứng.

## Thỏa thuận liên danh
- Aerolíneas Argentinas
- Aeroméxico
- Air China
- Air Serbia
- Alaska Airlines
- American Airlines
- Ethiopian Airlines
- Etihad Airways
- Gulf Air
- Hong Kong Airlines
- Iberia Airlines
- jetBlue
- Kenya Airways
- LATAM Brasil
- LOT Polish Airlines
- Qantas
- S7 Airlines
- Swiss International Air Lines
- TAP Air Portugal
- Thai Airways
- Vietnam Airlines

## Đội bay

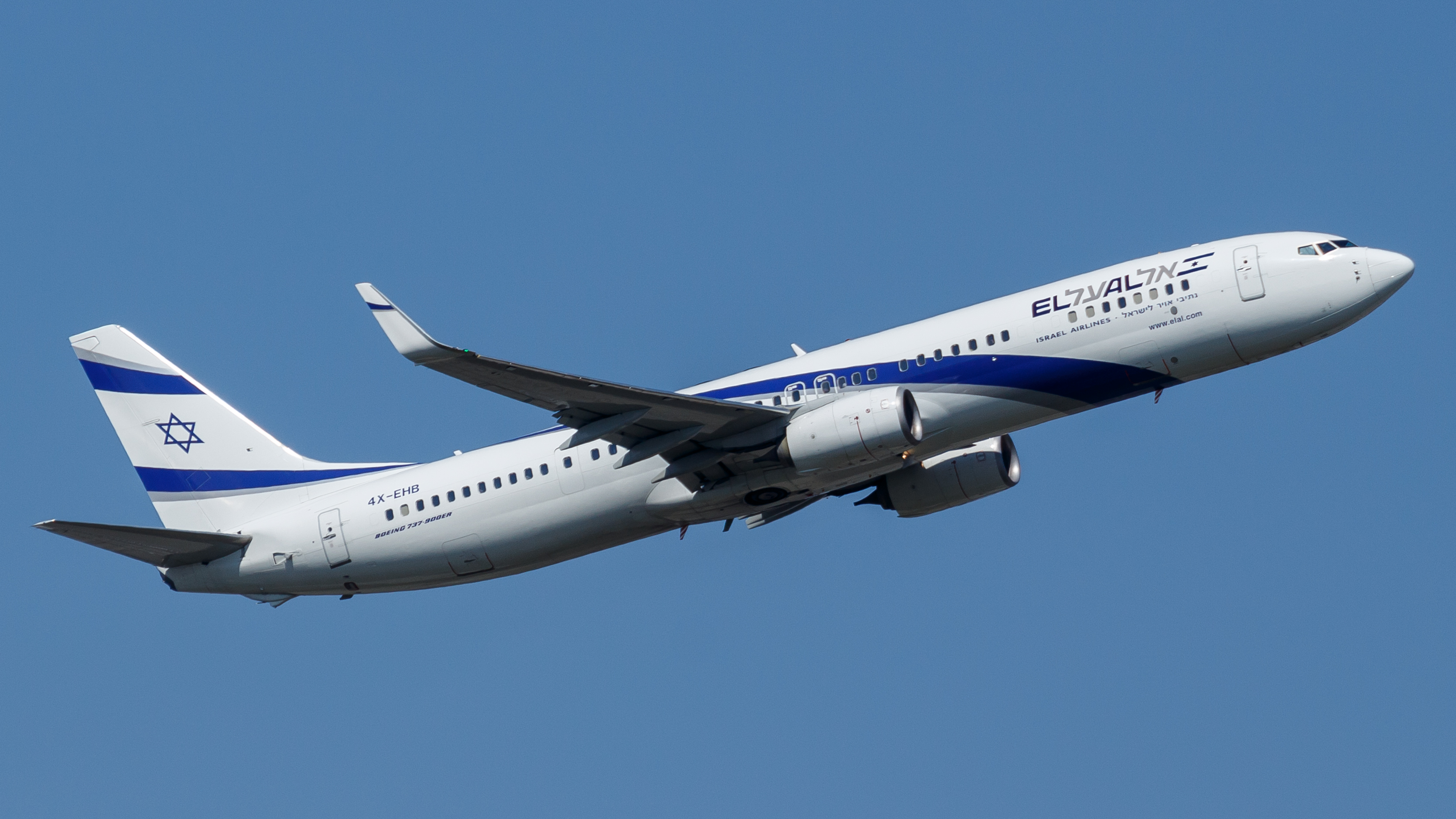
Boeing 737-900ER cất cánh tại Sân bay quốc tế Frankfurt

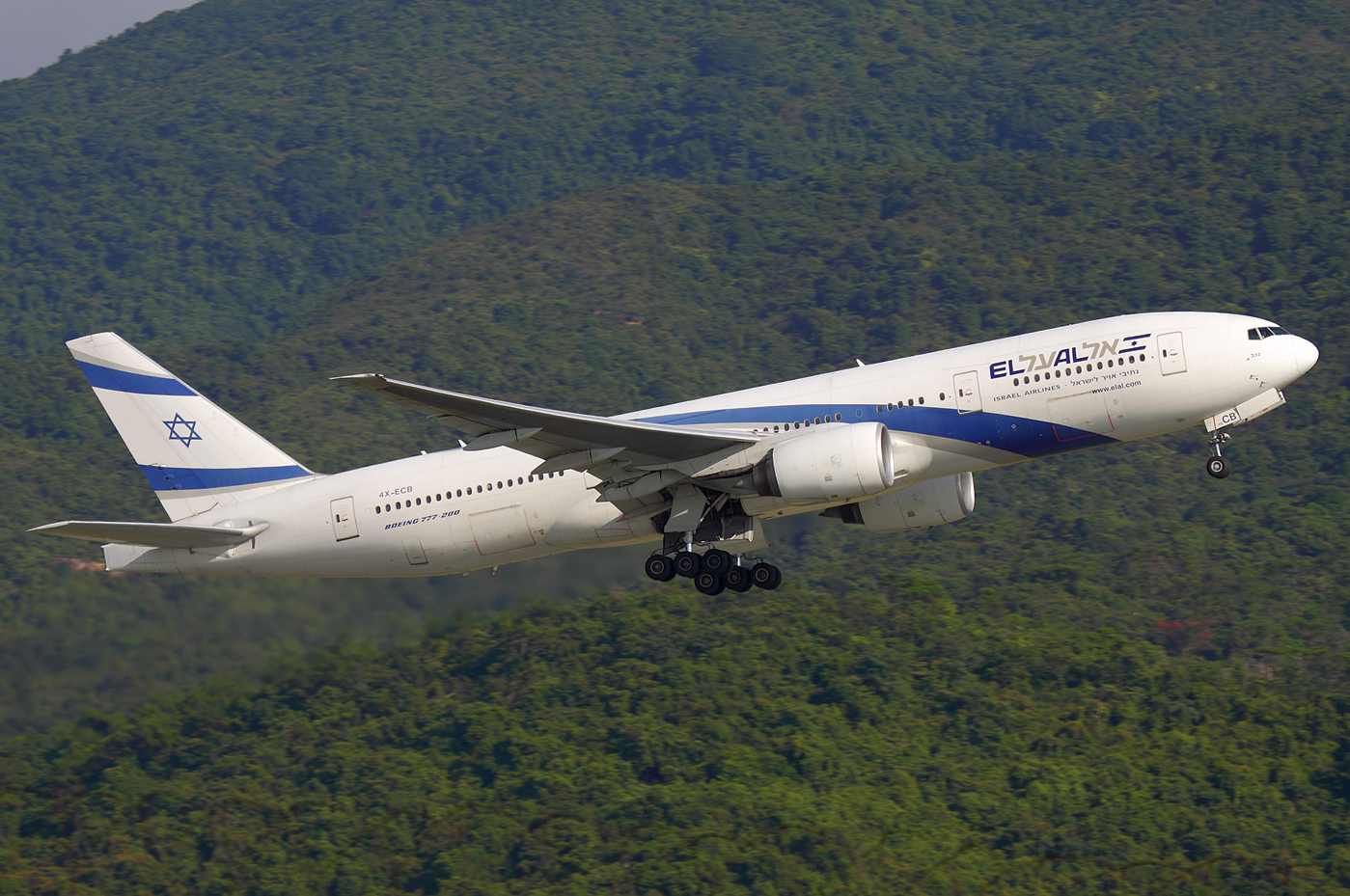
Boeing 777-200ER cất cánh tại Sân bay quốc tế Hồng Kông

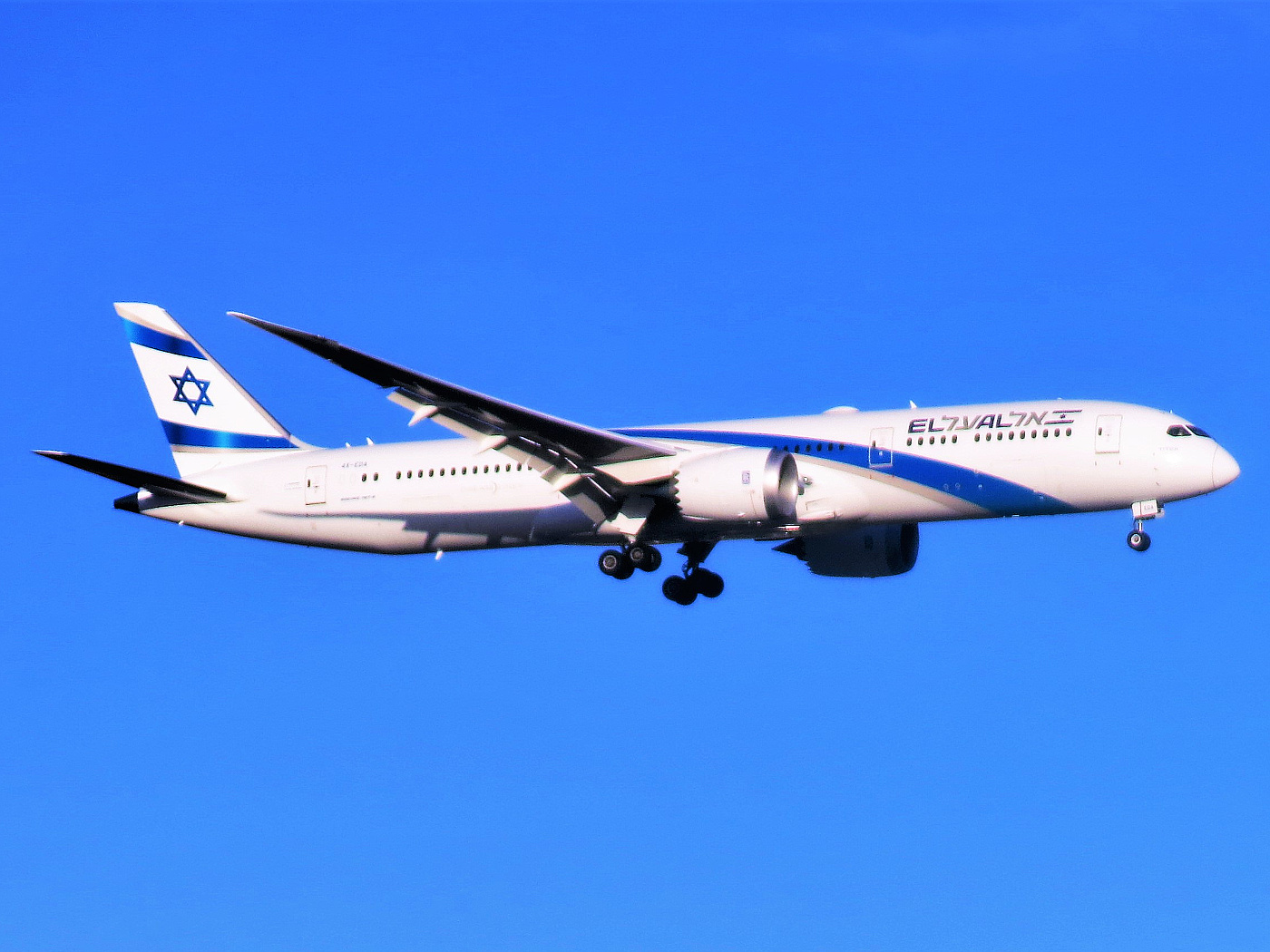
Boeing 787-9 hạ cánh tại Sân bay quốc tế Newark Liberty

El Al có đội bay toàn bằng máy bay Boeing tính đến tháng 7/2021.
Tháng 5 năm 2007, người ta thông báo hãng El Al đã đạt được một thỏa thuận thuê 6 hoặc 7 máy bay từ Boeing giữa năm 2011 và 2015 sau khi đã hủy hợp đồng mua bán trước mua 8 chiếc Boeing 787. Loại máy bay sẽ được thuê thuộc loại nào không được rõ lắm. Dù vậy, tháng 7 năm 2007, người ta thông báo rằng hãng đã thỏa thuận lại việc mua 2 chiếc Boeing 787.

## Dịch bệnh CoVid-19
Hãng hàng không quốc gia El Al có thể thiệt hại 50-70 triệu USD doanh thu chỉ trong 4 tháng đầu năm, do Covid-19.
El Al Airlines và nhân viên của hãng đang đàm phán với đại diện Liên đoàn lao động Israel trước kế hoạch sa thải 1.000 người. Tổng số nhân viên của hãng hiện khoảng 6.300, trong đó có 3.600 người là lao động dài hạn. Những người có thể bị sa thải gồm cả các nhân viên thời vụ và dài hạn.
Thông báo về kế hoạch cắt giảm nhân sự được Gonen Usishkin, giám đốc điều hành công ty, viết trong bức thư gửi cấp dưới vào hôm 27/2/2020. Theo Calcalist, Gonen nhấn mạnh rằng kế hoạch này cần thực hiện ngay lập tức. Tuy nhiên, có thông tin cho rằng ban lãnh đạo đang bàn bạc với các bên để đưa ra một phương án thay thế.
Theo Liên đoàn Lao động Israel, nhân viên của El Al Airlines sẽ biểu tình vào 1/3/2020.
Thời gian qua, hãng hàng không quốc gia Israel chịu tổn thất nặng nề vì Covid-19, ước tính thiệt hại khoảng 50-70 triệu USD trong 4 tháng đầu năm. Giá cổ phiếu của hãng giảm 7,47% vào ngày 27/2/2020, và giảm 20% kể từ đầu năm 2019.
El Al quyết định tạm dừng các chuyến bay đến Italy và Thái Lan, vì lo ngại virus nCoV. Hãng cũng hoãn kế hoạch triển khai các đường bay thẳng tới Tokyo, Nhật Bản và Bắc Kinh, Hong Kong.
Các hãng bay khác của Israel cũng đang gặp khó khăn về tài chính, do lệnh hạn chế đi lại ngày càng nghiêm ngặt, và cảnh báo liên quan đến virus Covid-19 ngày một nhiều của Bộ Y tế nước này.